# Bohorodyczne
Bohorodyczne (ukr. Богородичне, ros. Богородичное) – wieś na Ukrainie, w obwodzie donieckim, w rejonie kramatorskim. W 2001 roku liczyła 794 mieszkańców.

## Geografia
Wieś jest położona we wschodniej Ukrainie, w północnej części obwodu donieckiego. Do lipca 2020 roku znajdowała się w rejonie słowiańskim, a po reformie administracyjnej znajduje się w rejonie kramatorskim.
Bohorodyczne leży na prawym brzegu rzeki Doniec.

## Inwazja Rosji na Ukrainę
Miejscowość została zaatakowana przez siły rosyjskie w czerwcu 2022 roku. 17 sierpnia 2022 roku wojska rosyjskie zdobyły wieś.
11 września 2022 roku wieś została odzyskana przez siły ukraińskie. Według nieoficjalnych doniesień we wsi pozostało tylko dwóch mieszkańców.

## Galeria

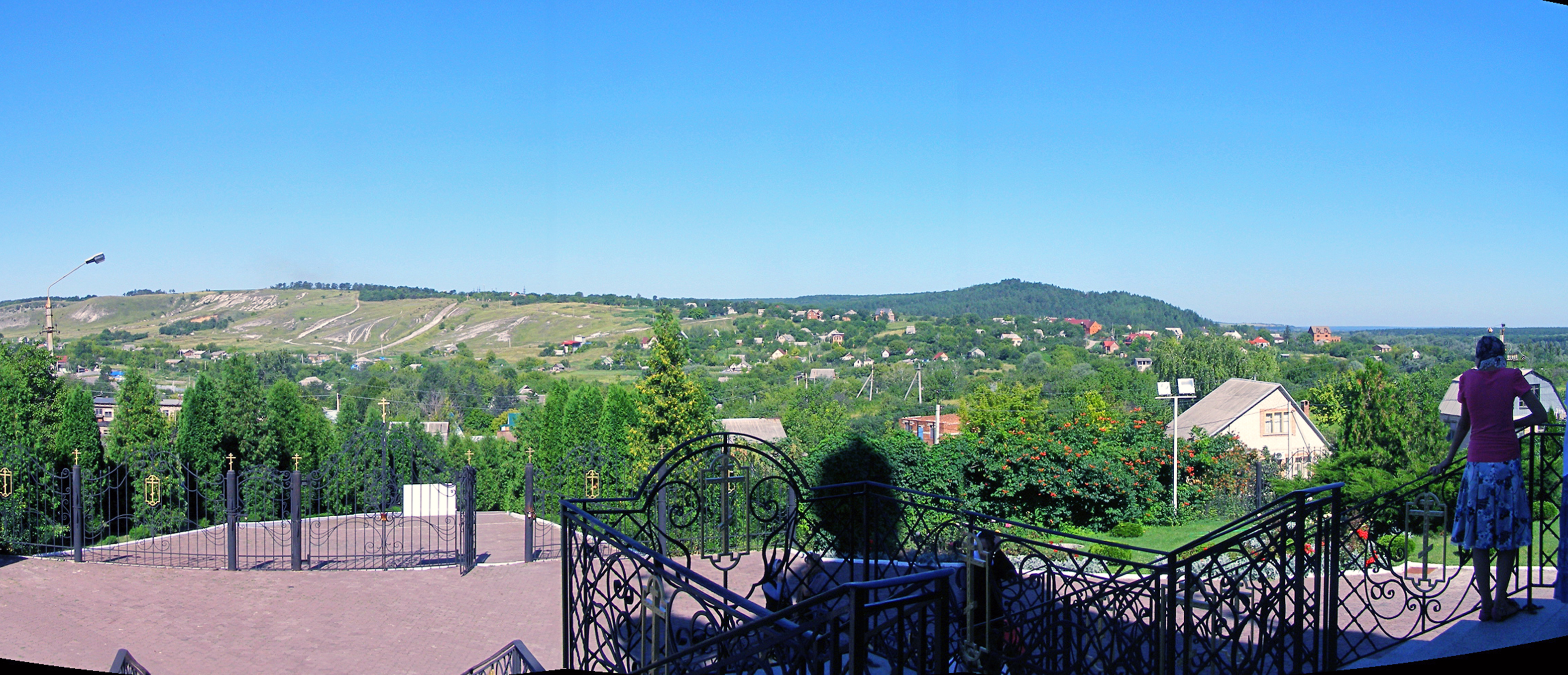
Panorama wsi (2014)
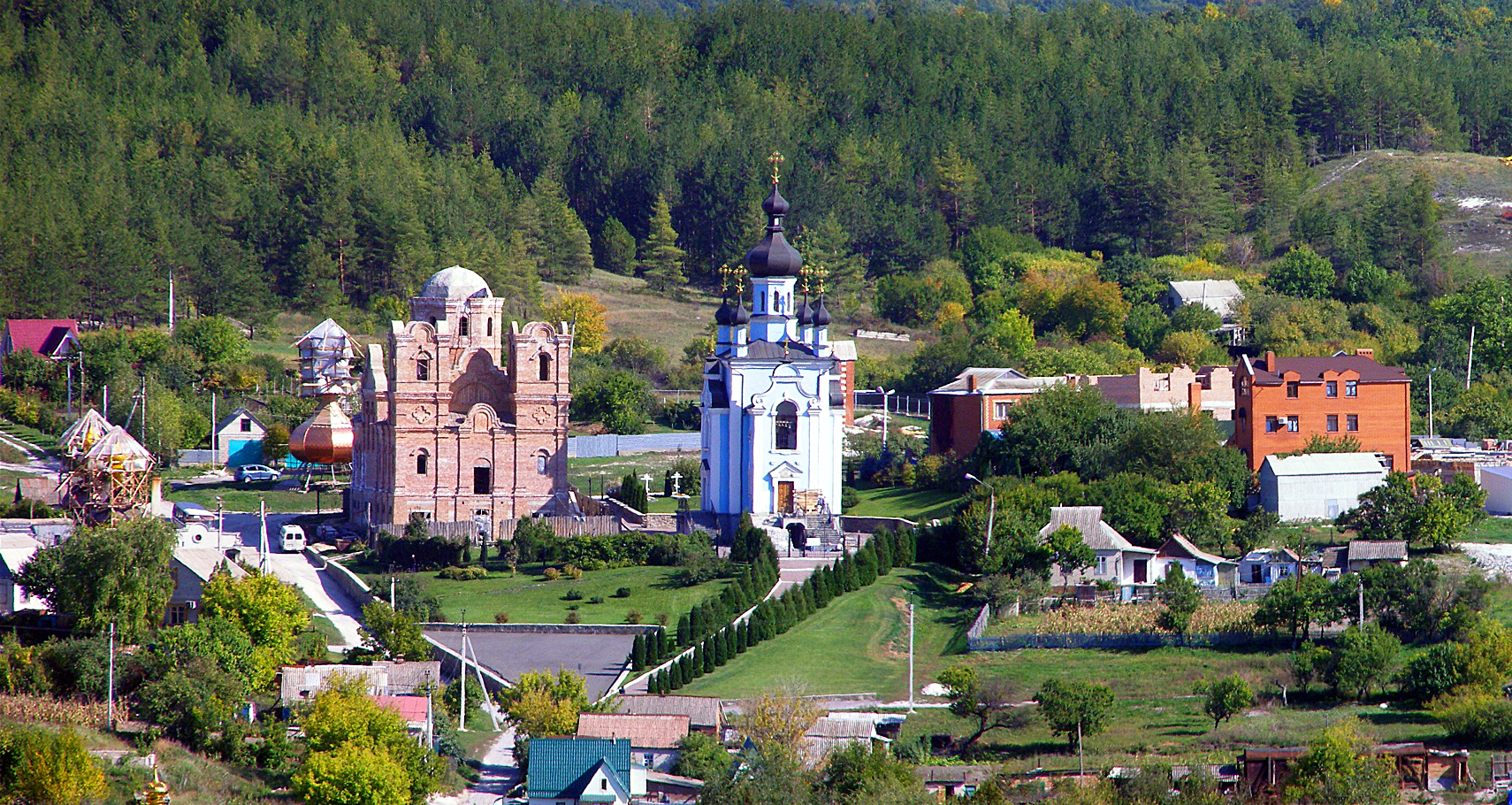
Cerkiew we wsi (pośrodku), zniszczona podczas inwazji Rosji na Ukrainę.
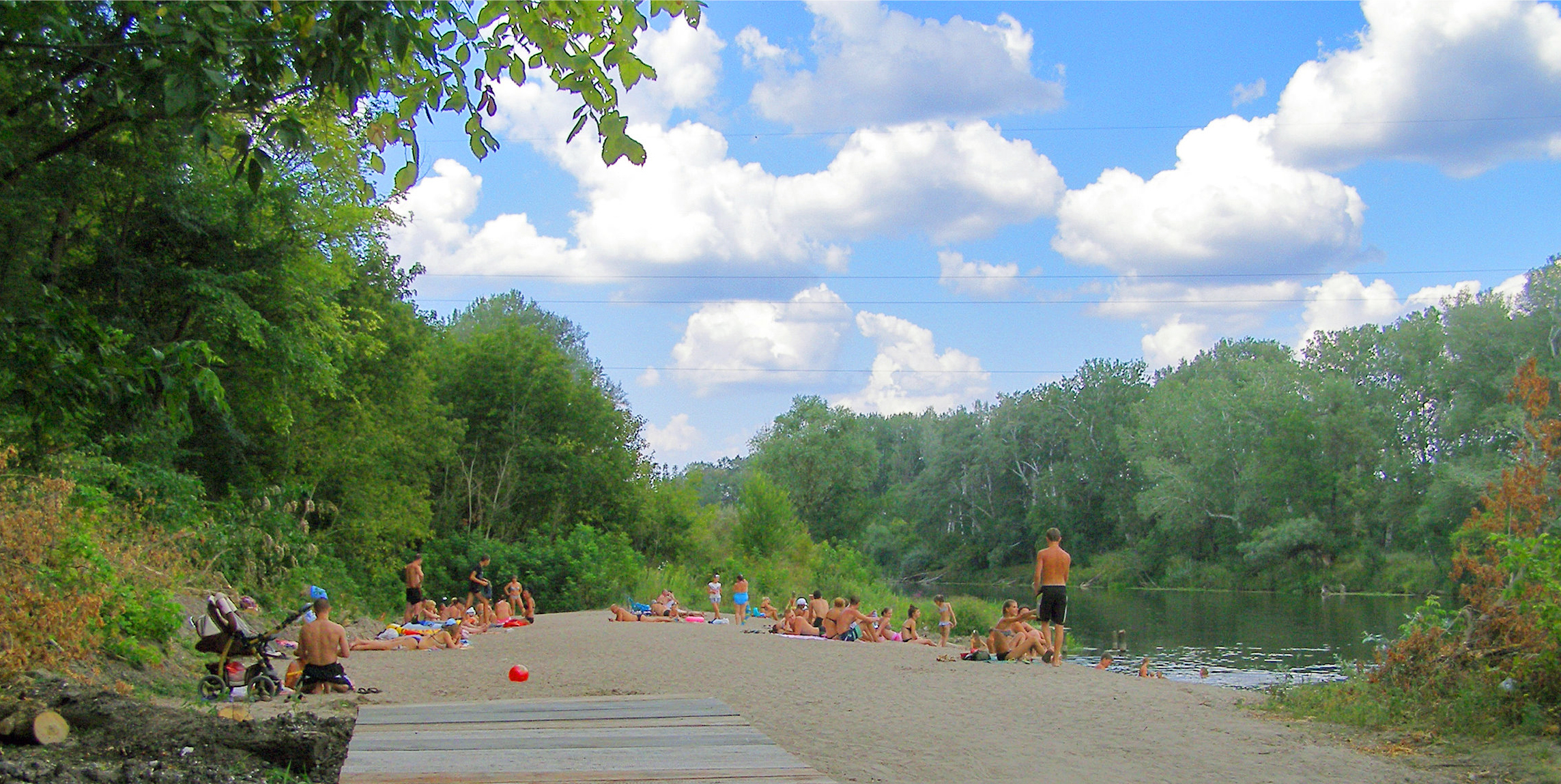
Plaża nad rzeką Doniec (2014)
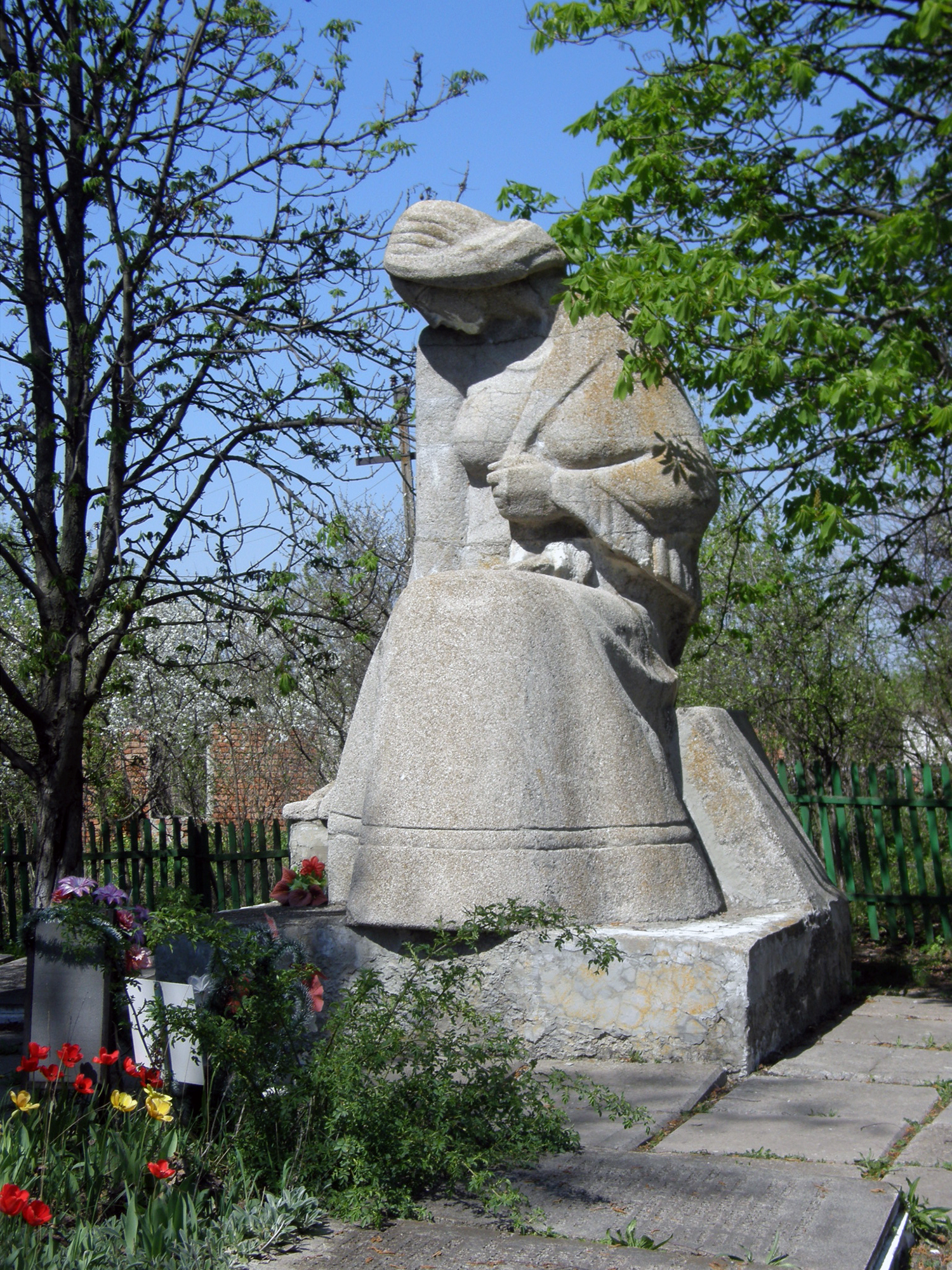
Pomnik "Matka bolesna"
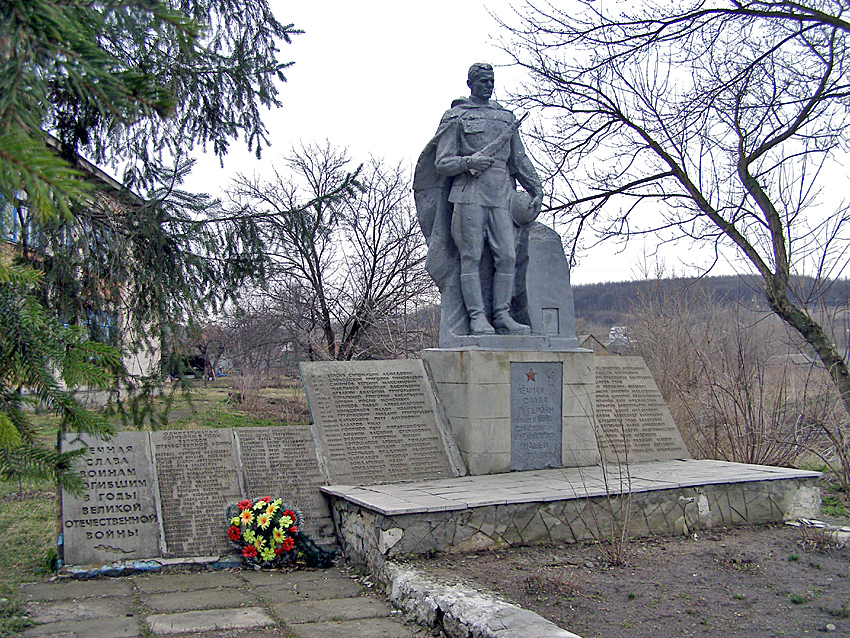
Mogiła zbiorowa żołnierzy Armii Czerwonej (2013)
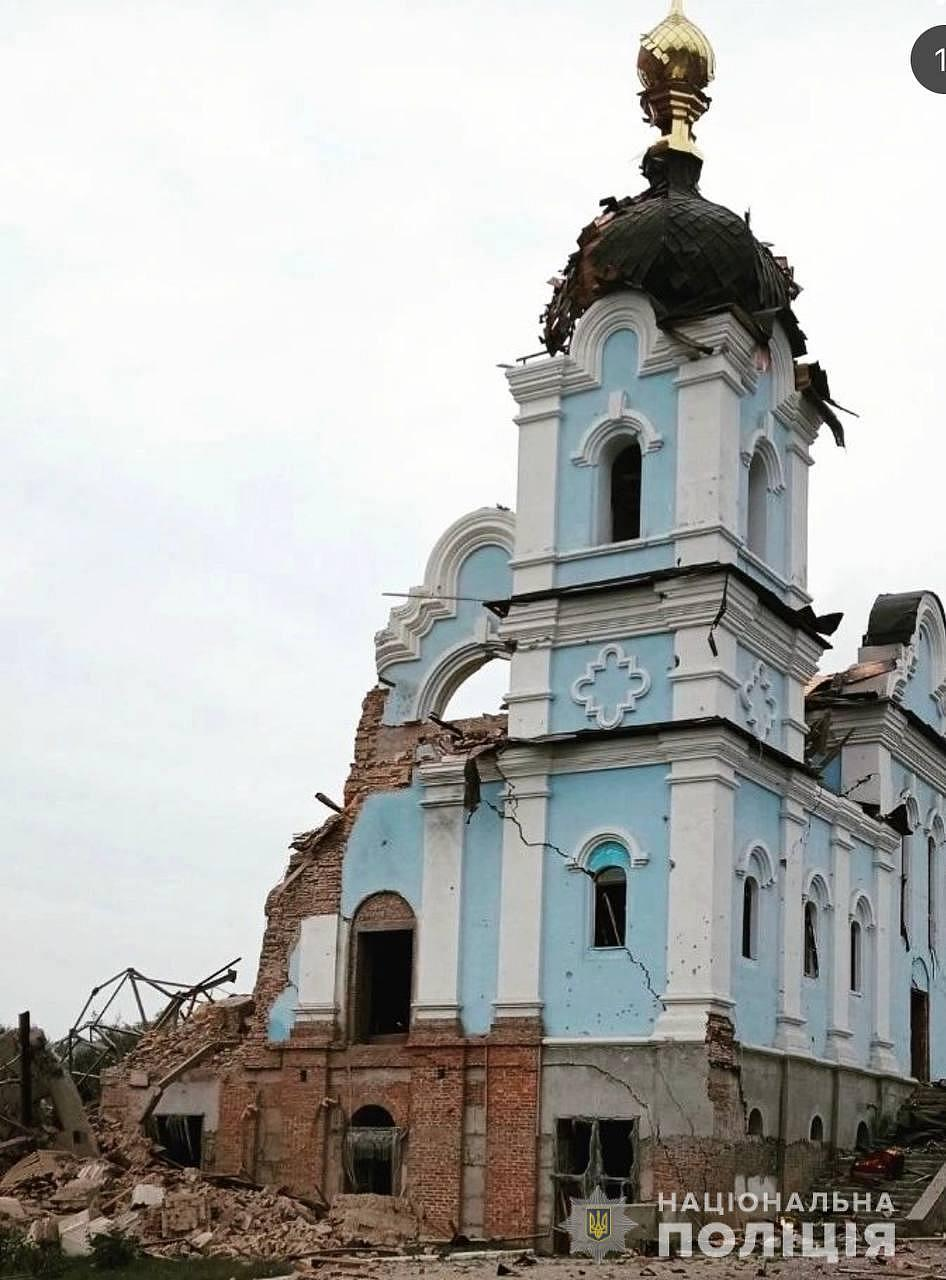
Ruiny cerkwi we wsi (maj 2022)